# 海格 (埃塞俄比亞)
海格（Hayq）是埃塞俄比亞北部阿姆哈拉州南沃洛地區的小鎮，座標11°18′N 39°41′E / 11.300°N 39.683°E，海拔2,030米。鎮內有電話服務和青年中心。根據埃塞俄比亞中央統計局2005年的資料，海格人口約14,319，其中男性7,226人，女性7,093人。